# Gabriel Martinelli
Gabriel Teodoro Martinelli Silva (Guarulhos, São Paulo; 18 de juny de 2001) és un futbolista professional brasiler que juga d'extrem esquerre o davanter al club anglès Arsenal FC i a la selecció de futbol del Brasil.
Martinelli va començar la seva carrera sènior jugant a l'Ituano Futebol Clube del Brasil, i va fitxar per l'Arsenal el juliol del 2019, als 18 anys.
Martinelli va representar el Brasil als Jocs Olímpics d'estiu de 2020, guanyant un or olímpic en futbol masculí. Va debutar com a sènior dos anys després, i va participar en la Copa del Món de la FIFA 2022 i la Copa Amèrica 2024.

## Carrera de club

### Carrera inicial
Nascut a Guarulhos, São Paulo, Martinelli va començar la seva carrera futbolística el 2010, jugant a l'equip de futbol sala del Corinthians. Després d'aconseguir un bon reconeixement, el 2015 va fitxar per l'Ituano, participant posteriorment d'entrenaments amb el Manchester United FC i el FC Barcelona.
El 4 de novembre de 2017, Martinelli va signar el seu primer contracte professional, que s'estenia fins a l'octubre de 2022. Va fer el seu debut professional el 17 de març següent, entrant com a substitut del golejador Claudinho en la victòria a casa del Campionat Paulista 2-1 contra el São Bento; amb 16 anys i nou mesos, es va convertir en el jugador del segle més jove en jugar al club.
Martinelli va marcar el seu primer gol sènior el 8 de setembre de 2018, marcant el segon en la victòria per 4-1 sobre Taboão da Serra, a la Copa Paulista. Ascendit definitivament al primer equip pel Campionat Paulista del 2019, va marcar sis gols durant la competició, sent el màxim golejador del club i ajudant-lo a arribar als quarts de final de la competició.

### Arsenal

#### 2019-2020: temporada de debut i victòria de la FA Cup
Martinelli va rebre l'interès de diversos clubs. Va signar un contracte a llarg termini amb l'Arsenal FC el 2 de juliol de 2019, per un preu de 6 milions de lliures esterlines (46,9 milions de R$). Al tenir passaport italià, Martinelli no era subjecte dels criteris necessaris per als clubs anglesos per fitxar jugadors extracomunitaris. Va viatjar amb el primer equip de l'Arsenal a la seva gira de pretemporada als Estats Units, on va marcar un gol en el seu debut no oficial, en una victòria 3-0 contra els Colorado Rapids el 16 de juliol. Després de fitxar, Martinelli havia de jugar principalment amb l'equip sub-21 en la seva primera temporada, i després s'integraria lentament des de l'acadèmia al primer equip. Tanmateix, la impressionant pretemporada i la qualitat de Martinelli en els entrenaments van animar l'Arsenal a preparar-lo per a la integració immediata al primer equip.
Martinelli va debutar a la Premier League l'11 d'agost de 2019 en una victòria per 1-0 contra el Newcastle United, entrant al minut 84 com a substitut d'Henrikh Mkhitarian. El 24 de setembre, Martinelli va marcar un doblet en una victòria per 5-0 sobre el Nottingham Forest a la Copa de la Lliga anglesa de futbol. La seva actuació va rebre elogis de l'entrenador Unai Emery, que va dir: "Té ganes de tenir aquesta oportunitat d'ajudar-nos, és molt humil, lluita. Li vaig dir que tingués una mica de paciència per a la seva oportunitat de fer com estava fent. Ho va fer. S'ho mereixia".
Martinelli va tenir la seva segona titularitat amb l'Arsenal en la victòria a casa per 4-0 contra l'Standard de Lieja a la Lliga Europa de la UEFA el 4 d'octubre, en la qual va marcar un altre doblet. Martinelli va mantenir la seva forma golejadora, marcant l'empat en la victòria a casa per 3-2 sobre el Vitória Guimarães el 24 d'octubre, amb un altre cop de cap. A la quarta ronda de la Copa de la Lliga el 30 d'octubre, Martinelli va registrar un altre doblet en un empat 5–5 amb el Liverpool, i també va marcar el seu penal en la tanda de penals, que finalment va perdre l'Arsenal. Com a resultat, es va convertir en el primer jugador a marcar quatre vegades en les seves quatre primeres participacions des de Ian Wright. L'actuació de Martinelli va rebre elogis de l'entrenador del Liverpool, Jürgen Klopp, que el va titllar de "[el] talent del segle".
Gràcies a les seves actuacions, va guanyar el premi a "Jugador del mes" de l'Arsenal d'octubre, rebent el 75% del total de vots emesos, superant a Mattéo Guendouzi i Nicolas Pépé. El 21 de gener de 2020, Martinelli va marcar en un empat 2-2 fora del Chelsea FC, convertint-lo en el primer adolescent a aconseguir marcar deu o més gols en una temporada per a l'Arsenal des de Nicolas Anelka. Recollint la pilota fora de l'àrea de l'Arsenal després d'un cop de cap des d'un córner, Martinelli va córrer tot el terreny de joc avançant als defensors del Chelsea per superar Kepa Arrizabalaga. Més tard, el gol va ser votat com el gol de la temporada de l'Arsenal pels aficionats del club. El 3 de juliol, Martinelli va signar un nou contracte de quatre anys, amb l'opció per l'equip d'ampliar-lo un any addicional, fins al 2025. Poc després, Martinelli va ser descartat fins a finals del 2020, sotmès a una intervenció quirúrgica per reparar una lesió al cartílag del genoll després d'una lesió a l'entrenament el 21 de juny.

#### 2020–2022: recuperació de la forma física, canvi de posició i èxit individual
Martinelli va tornar el 19 de desembre, sortint de la banqueta per jugar 19 minuts en una derrota fora de casa per 2-1 davant l'Everton FC. Durant l'escalfament contra el Newcastle United a la FA Cup el 9 de gener de 2021, va patir una lesió lleu al turmell i va ser substituït a l'alineació per Reiss Nelson. Martinelli va tornar a jugar en competició europea el 18 de febrer, entrant com a substitut per jugar 13 minuts en l'empat 1-1 contra el Benfica. Va marcar el seu primer gol de la temporada en la victòria per 3-0 a casa contra el Sheffield United l'11 d'abril. Tot i que abans jugava en posicions centrals semblants a un clàssic número 9, sota la tutela de Mikel Arteta, Martinelli va modelar el seu joc per jugar més a l'extrem esquerre, on podia fer servir el seu fort peu dret i utilitzar el seu ràpid driblatge per superar defensors.
Martinelli es va perdre la pretemporada següent, després de ser seleccionat com a internacional als Jocs Olímpics del 2020 amb el Brasil. Martinelli va marcar el seu primer gol de la temporada 2021-22 contra el Newcastle United el 27 de novembre. Aquest gol va acabar ocupant el tercer lloc en l'enquesta oficial de Gol de la Temporada realitzada pel club al final de la temporada. El 18 de desembre, va marcar dos gols contra el Leeds United FC tres dies després, marcant el seu primer doblet a la Premier League, amb el seu primer gol essent el 7.000 gol de l'Arsenal a la primera divisió del futbol anglès. El 10 de febrer de 2022, Martinelli va ser expulsat amb dues targetes grogues en l'espai de quatre segons contra el Wolverhampton Wanderers FC. Va ser la primera targeta vermella de la seva carrera. Aquesta va causar certa polèmica, ja que va ser sancionat per dues accions consecutives dintre de la mateixa jugada, primer per empènyer a Daniel Podence i després per una falta contra Nélson Semedo.
Abans de la finalització de la temporada 2021-22, Martinelli va rebre el dorsal número 11 a l'espera de la marxa de Lucas Torreira al Galatasaray SK en el mercat de fitxatges d'estiu. El seu antic dorsal 35 va ser ocupat més tard per Oleksandr Zinchenko.

#### 2022-present: màxim golejador conjunt, candidats al títol

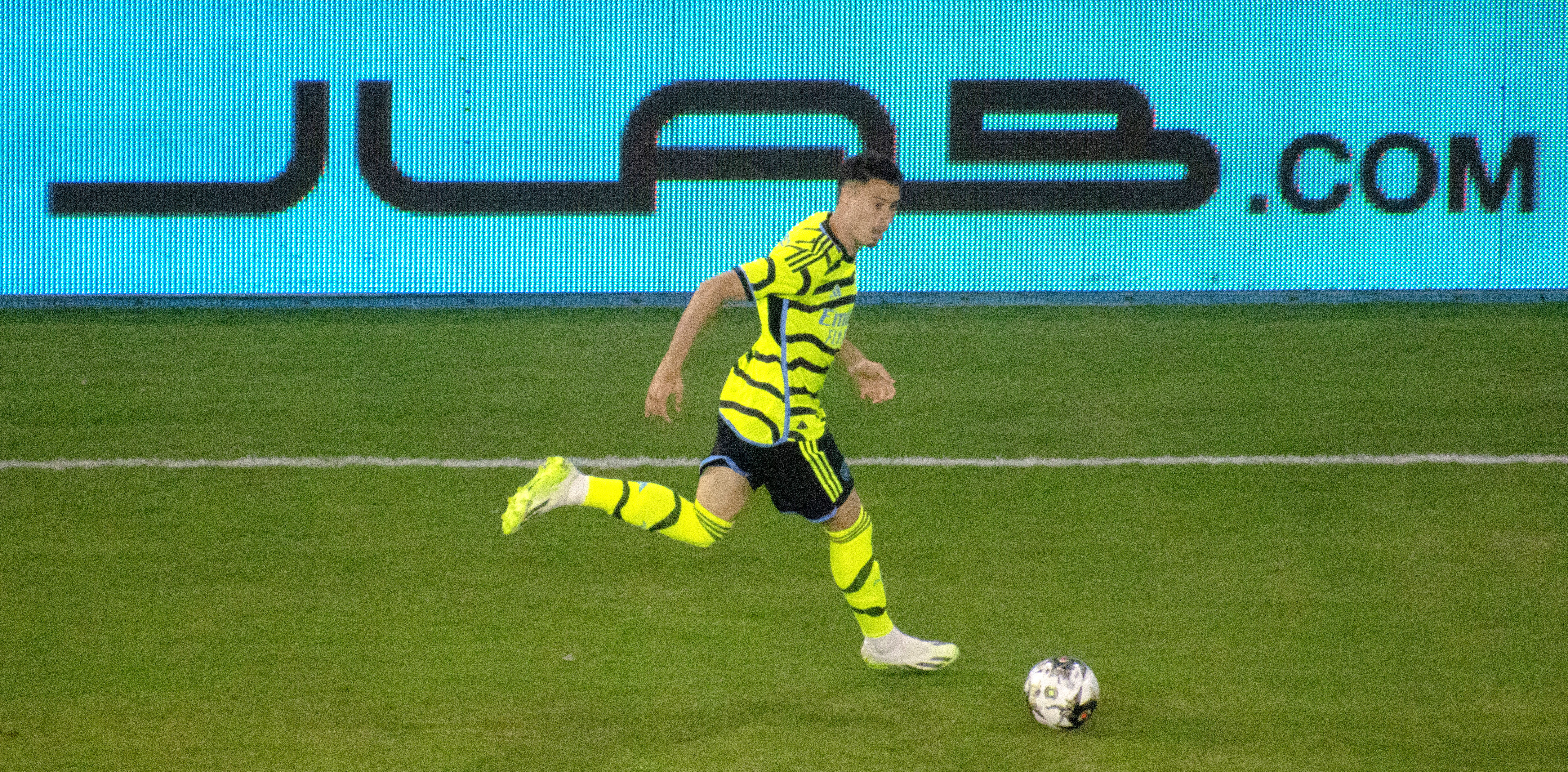
Martinelli amb l'Arsenal al MLS All-Star Game 2023

El 5 d'agost del 2022, Martinelli va marcar per l'Arsenal en una victòria 2-0 fora de casa contra el Cristal Palace, esdevenint el primer brasiler en marcar el primer gol d'una temporada de la Premier League. El 31 d'agost, Martinelli va marcar el gol de la victòria contra l'Aston Villa en el minut 77, quelcom que li va donar a l'Arsenal cinc victòries consecutives en els cinc primers partits de la temporada. L'1 d'octubre, Martinelli va donar una assistència a Granit Xhaka en la victòria de l'Arsenal per 3-1 sobre els rivals del nord de Londres, el Tottenham Hotspur FC. Una setmana més tard, el 9 d'octubre, va marcar en només 58 segons en el partit a casa de l'Arsenal contra el Liverpool FC, que els Gunners guanyarien per 3–2, i va ser guardonat com a millor jugador del partit (en anglès, Man of the Match) per la seva exhibició. El dia de Nadal, Martinelli va marcar en el primer partit de la Premier League de l'Arsenal des de la finalització de la Copa del Món de Futbol de 2022, una victòria per 3-1 sobre el West Ham. El 3 de febrer de 2023, Martinelli va signar un nou contracte a llarg termini amb el club, lligant-lo fins al 2027. El 25 de febrer, Martinelli va marcar l'únic gol del partit en una victòria fora de casa contra el Leicester City. En el següent partit de l'Arsenal contra l'Everton FC l'1 de març, l'atacant va marcar un doblet en una victòria 4-0 i es va situar amb cinc punts d'avantatge a la part superior de la taula de la Premier League. Al final de la temporada, Martinelli havia marcat 15 gols i proporcionat 6 assistències en totes les competicions, convertint-se en el màxim golejador conjunt del club per a la temporada, al costat del noruec Martin Ødegaard, i va acabar tercer en la votació del Jugador de la Temporada de l'Arsenal. Martinelli també es va convertir en el jugador brasiler amb més puntuació en una sola temporada de la Premier League, igualant el rècord de Roberto Firmino amb el Liverpool la temporada 2017-18.
El 12 d'agost de 2023, en el primer partit de l'Arsenal de la temporada 2023-24 de la Premier League, Martinelli va assistir a Eddie Nketiah en la victòria a casa per 2-1 contra Nottingham Forest. El 3 de setembre, Martinelli va donar l'assistència per a l'empat de Martin Ødegaard contra el Manchester United, només 35 segons després de perdre 1-0. Més tard, l'Arsenal acabaria guanyant per 3-1. El 8 d'octubre, Martinelli va entrar com a substitut i va marcar l'únic gol del partit en la victòria per 1-0 sobre el Manchester City amb l'ajuda d'un desviament del defensa Nathan Aké, aconseguint la seva primera victòria a la lliga contra els seus oponents des del 2015. El 24 d'octubre va debutar a la Lliga de Campions, en la qual va marcar el primer gol en la victòria per 2-1 fora de casa contra el Sevilla FC. El seu segon gol de la temporada a la Lliga de Campions seria contra el RC Lens francès, en un partit que va acabar amb un marcador 6-0 a favor de l'Arsenal. El 5 de desembre marcaria un gol contra el Luton Town en una victòria de l'Arsenal 3-4 fora de casa a la Premier League. Una altra actuació destacada del jugador brasiler seria el seu doblet en la golejada 5-0 de l'Arsenal contra els seus rivals de Londres Cristal Palace el 20 de gener de 2024. Martinelli també marcaria un gol en la victòria a casa 3-1 contra el Liverpool el 4 de febrer, i un altre en la victòria 6-0 contra el Sheffield United el 4 de març. Al final de la temporada 2023-24, Martinelli va jugar 44 partits oficials amb l'Arsenal, marcant 6 gols a la Premier League i 2 gols a la Lliga de Campions.

## Carrera internacional
Martinelli va néixer al Brasil i és d'ascendència italiana a través del seu pare; té la doble nacionalitat brasilera i italiana. El 20 de maig de 2019, Martinelli va ser convocat pel tècnic de la selecció del Brasil, Tite, per completar l'entrenament preparatori per a la Copa Amèrica 2019. El novembre de 2019, Martinelli va jugar amb la selecció sub-23 del Brasil al United International Football Festival.
El 2 de juliol de 2021, Martinelli va ser cridat per disputar els Jocs Olímpics d'estiu de 2020. El 3 d'agost, Martinelli va marcar el segon penal del Brasil per ajudar a vèncer a Mèxic a la semifinal olímpica. Quatre dies després, va guanyar l'or quan la canarinha va vèncer Espanya a la final.
Va ser convocat per la selecció brasilera com a 25è jugador l'11 de març de 2022 per a les rondes classificatòries de la Copa del Món de la FIFA 2022 contra Xile i Bolívia. Martinelli va fer el seu debut internacional quan va sortir de la banqueta per substituir a Vinícius Júnior i jugar els últims 14 minuts de la victòria del Brasil per 4-0 contra Xile a l'Estadi Maracanã.
El 7 de novembre de 2022, Martinelli va formar part de la selecció per a la Copa del Món de la FIFA 2022, debutant a la Copa del Món com a substitut de Raphinha al minut 87 de la victòria inicial del Brasil per 2-0 contra Sèrbia. Martinelli es quedaria a la banqueta en la victòria del Brasil per 1-0 sobre Suïssa, i jugaria el partit complet en la derrota del Brasil per 1-0 davant el Camerun. Martinelli va participar en la victòria del Brasil per 4-1 contra Corea del Sud als vuitens de final, va entrar com a substitut de Vinícius Júnior al minut 72, i va romandre a la banqueta en el partit de quarts de final del Brasil contra Croàcia, que el Brasil va perdre 4-2 als penals després d'un empat 1-1.
El 16 de novembre de 2023, Martinelli va marcar el seu primer gol amb el Brasil en la derrota per 2-1 contra Colòmbia a la ronda classificatòria per a la Copa del Món de 2026.
Martinelli va ser convocat per la selecció brasilera per competir a la Copa Amèrica 2024. Abans de començar el torneig, el jugador assegurà que "tenim moltes opcions de guanyar la Copa Amèrica". En el primer partit contra Costa Rica, on Brasil va empatar 0-0, va entrar com a substitut de João Victor Gomes en el minut 83. No va tornar a tenir minuts per la canarinha fins els quarts de final contra l'Uruguai, quan va entrar al terreny de joc com a suplent en el minut 87, en un partit que el Brasil va perdre 4-2 als penals després d'empatar 0-0, quedant eliminats del torneig.

## Estil de joc
Un davanter dinàmic i explosiu conegut pel seu moviment àgil, acceleració i velocitat, Martinelli pot driblar a diversos oponents per crear o marcar gols.

## Vida personal
Martinelli està en una relació amb Isabella Rousso.

## Palmarès

### Clubs
- FA Cup: 2019–20[83]
- FA Community Shield: 2023[84]

### Selecció brasilera
- Jocs Olímpics d'estiu: 2020[85]

### Premis individuals
- Jugador jove de l'any del Campionat Paulista: 2019[86]
- Equip de l'any del Campionat Paulista: 2019[87]